# Grote Berg (Curaçao)
Grote Berg is een woonwijk op Curaçao. De wijk valt administratief onder Tera Corá.
Grote Berg ligt op het smalle middendeel van het eiland, net ten westen van Curaçao International Airport. De belangrijkste verkeersader is de Weg Naar Westpunt.
De plaats maakt deel uit van het buitendistrict Bandabou. Kadastraal is Curaçao verdeeld in drie districten; bestuurlijk speelt dit geen rol meer. Grote Berg wordt in twee delen gesplitst door Kaya Grote Berg, in een Oostelijk en een Westelijk deel. Bewoners spreken ook van Oud- en Nieuw Grote Berg of Hoog en Laag Grote Berg. Deze delen liggen aan de noordkant van de weg naar Westpunt.  
De wijk Grote Berg is genoemd naar het landhuis Grote Berg, dat er nog steeds is. De naam van het landhuis refereert mogelijk niet naar de ter plaatse aanwezige grote berg op de route van Willemstad naar Westpunt als zodanig, maar werd zo genoemd omdat het een van de weinige landhuizen met een verdiepingsvloer was. Echter, de lagere heuvel naast Grote Berg heet Kleine Berg.   
Op dit moment wordt er flink gewerkt aan een uitbreiding. Aan de zuidkant van de Weg naar Westpunt is een nieuw deel bebouwing gerealiseerd met de naam Harmonie.